# Дісна (місто)

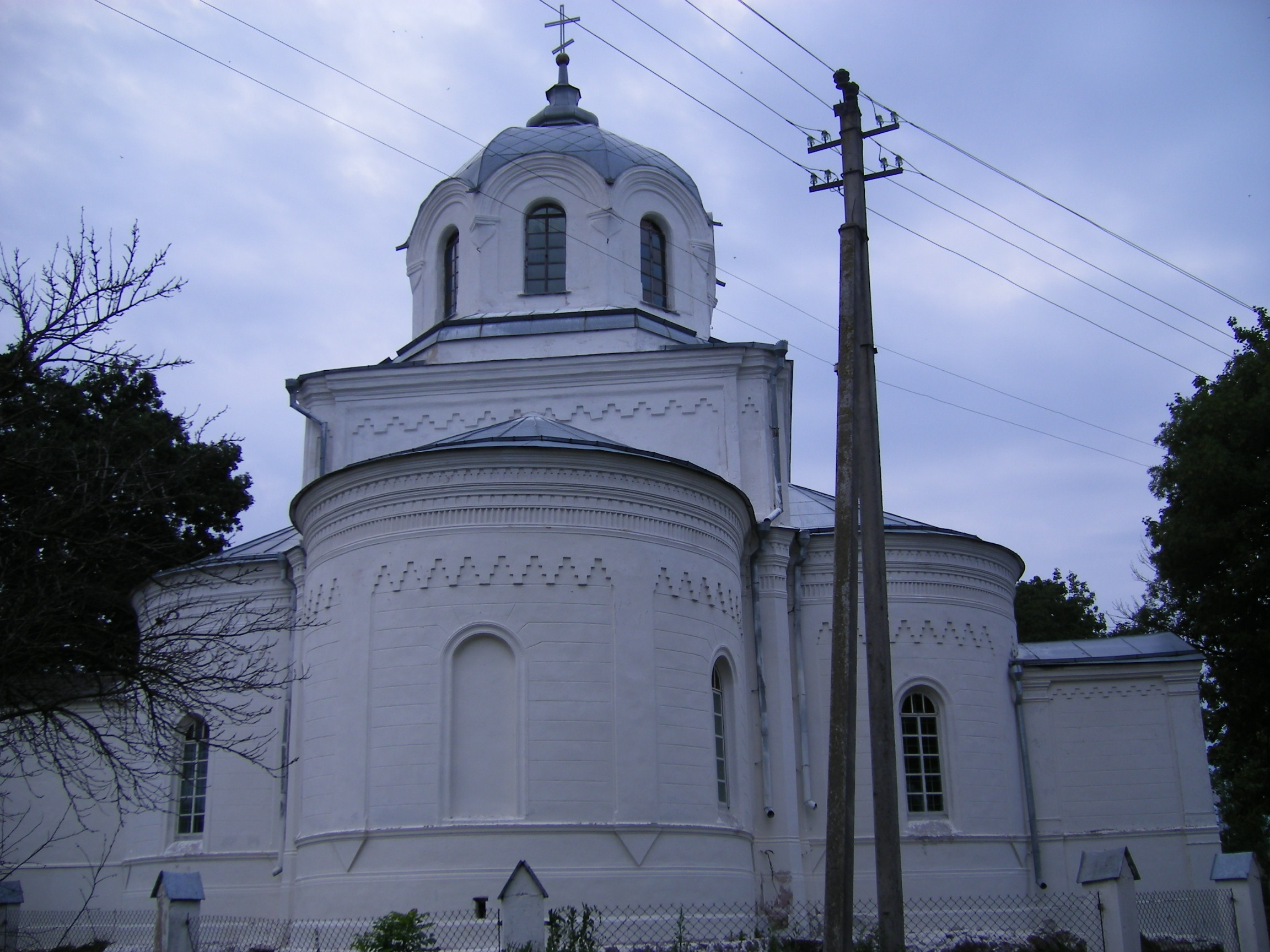

Дісна́ (біл. Дзісна) — місто в Вітебській області Білорусі, у Міорському району.
Населення міста становить 1386 осіб (2024). Це найменше за населенням місто Білорусі.

## Відомі особистості
В поселенні народився:
- Богданович В'ячеслав Васильович (1878—1939) — білоруський релігійний та громадсько-політичний діяч.

| Білорусь | Це незавершена стаття з географії Білорусі. Ви можете допомогти проєкту, виправивши або дописавши її. |